# Верификациона мисија Уједињених нација Ангола 2
Верификациона мисија УН-а Ангола 2 (UNAVEM II), основана маја 1991. године и трајала је до фебруара 1995. године, била је друга мировна мисија Уједињених нација, од укупно четири, распоређена у Анголу током грађанског рата у Анголи, најдужи рат у модерној афричкој историји. Конкретно, мисија је основана да надгледа и одржава мултилатерални прекид ватре из 1990. године и каснији споразум из 1991. године, који је по први пут покренуо изборни процес, укључујући и две ривалске фракције грађанског рата, Народни покрет за ослобођење Анголе (МPLA), де факто влада Анголе, са контролом Луанде и већине независних земаља од 1975. године, и Националне уније за потпуну независност Анголе (UNITA).
Оригинални мандат мисије успостављен је Резолуцијом 696 (1991) Савета безбедности Уједињених нација, донесеном 30. маја 1991. године. Наведени мандат је био:
да провери аранжманске договоре о праћењу примирја и надгледању анголске полиције током периода примирја.
Каснија резолуција 747 (1992), усвојена 24. марта 1992. године, изменила је мандат за укључивање обавеза праћења избора. Током недавно договорених избора на Косову, 400 изборних посматрача УН распоређено је, заједно са остатком мисије, са доданим мандатом "посматрања и верификације председничких и парламентарних избора у Анголи". После низа резолуција Савета безбедности 1993. године, мандат је поново промењен како би се подстакло строже придржавање примирја од стране владе Анголе и UNITA-е, након наставка непријатељстава. Коначно, крајем 1994. године, са Резолуцијама Савета безбедности 952 (1994) и 966 (1994), UNAVEM II је започео посматрање и верификацију Лусашког протокола од 20. новембра 1994. године. Почеле су припреме за отварање нове мисије, Верификациона мисија Уједињених нација Ангола 3 (UNAVEM 3), основана након Лусашког протокола.
Мисију су чинили војни посматрачи, цивилна полиција, посматрачи избора, болничари и домаће и међународно особље. Особље је дошло из 25 земаља на пет континената. Током раног гласања било је максимално распоређено преко 1100, а након јуна 1993. године минимална снага је била испод 200. УНАВЕМ 2 је претрпио укупно 5 смртних случајева, 3 војна и 2 цивилна.